# Masnavi Espiritual

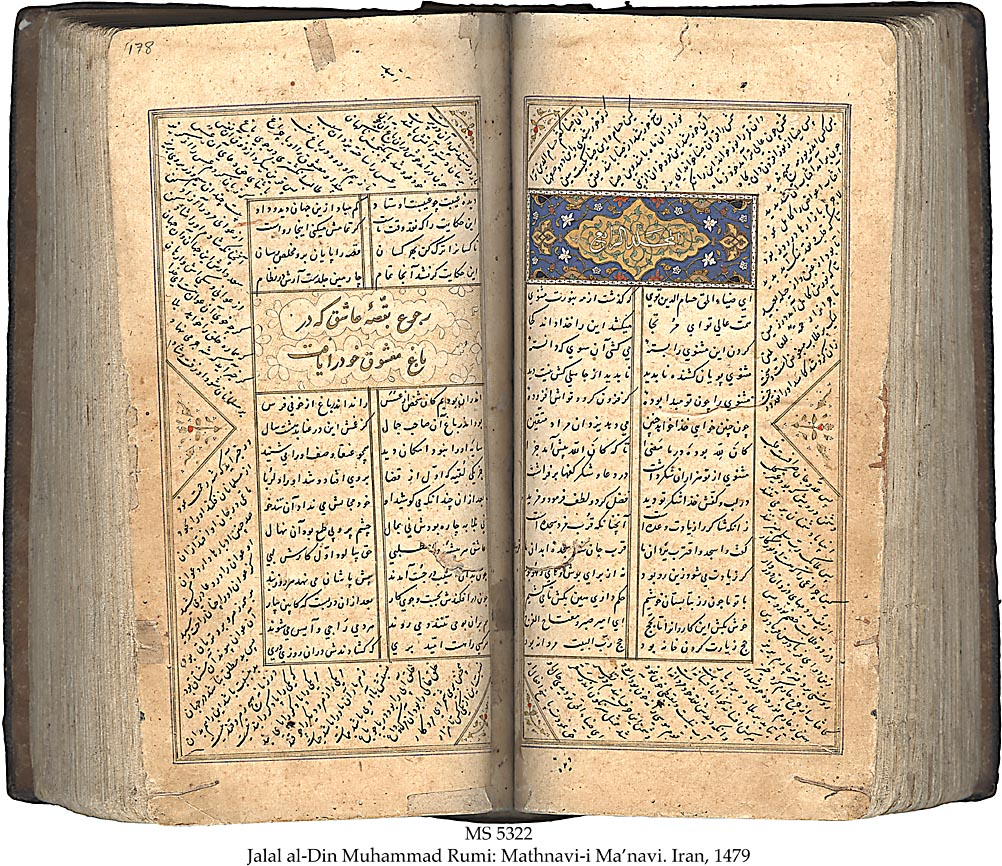
Manuscrito do Masnavi Espiritual em persa, em papel, Shiraz, 1479.

Masnavi Espiritual ou Masnavi-ye Manavi (em língua persa: مثنوی معنوی), também escrito Mesnevi, Mathnawi ou Mathnavi, é um extenso poema escrito em persa por Yalal ad-Din Muhammad Rumi, também conhecido como Rumi, famoso poeta persa e sufista. É uma das obras mais conhecidas e influentes do sufismo. O Masnavi é uma série de seis livros de poesia que agregam aproximadamente 25 000 versos ou 50 000 linhas. É um texto espiritual que ensina os sufistas a alcançar o seu objetivo de estar realmente apaixonado por Deus.

## Descrição geral

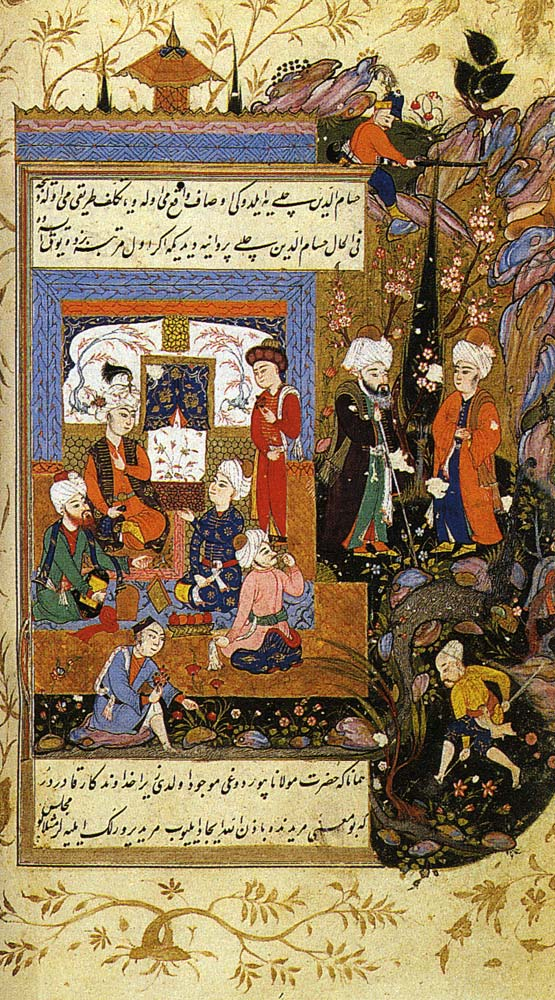
Uma miniatura persa que descreve Jalal ad-Din Muhammad Rumi mostrando amor por seu discípulo Hussam al-Din Chelebi (cerca de 1594).

O título Masnavi-i Ma'navi (em persa: مثنوی معنوی) significa "Casais espirituais". O Masnavi é uma coleção poética de anedotas e histórias derivadas do Alcorão, fontes de hádices e histórias diárias. As histórias são contadas para ilustrar um ponto e cada moral é discutida em detalhes. Incorpora uma variedade de sabedoria islâmica, mas centra-se principalmente em enfatizar a interpretação interna sufista pessoal. Em contraste com Divã de Rumi, Masnavi é um texto relativamente "sóbrio". Explica as várias dimensões da vida e prática espiritual aos discípulos sufistas, e ajuda quem deseja refletir sobre o significado da vida.

## Criação da obra
O Masnavi foi iniciado pelo poeta Rumi nos últimos anos de sua vida. Ele começou por ditar o primeiro livro com cerca de cinquenta e quatro anos em 1258 e continuou a compor versículos até à sua morte em 1273. O sexto e último livro ficou incompleto.
Está documentado que Rumi começou a ditar versos de Masnavi a pedido de seu discípulo favorito, Husam al-Din Chalabi, que observou que muitos dos seguidores de Rumi leram diligentemente as obras de Sanai e Farid al Din Attar. Portanto, Rumi começou a criar um trabalho no estilo didáctico de Sanai e Attar para complementar sua outra poesia. Dizem-se que esses homens se encontraram regularmente em reuniões onde Rumi entregaria os versos e seu discípulo Chalabi os escreveria e os recitaria.
Cada livro consiste em aproximadamente 4 000 versos e contém a sua própria prosa e prólogo. Alguns estudiosos sugerem que, além do sexto livro incompleto, poderia haver um sétimo volume.

## Temas e dispositivos narrativos
Os seis livros de Masnavi podem ser divididos em três grupos de dois, pois cada par está vinculado por um tema comum:
- Livros 1 e 2: eles estão principalmente interessados no auto carnal inferior e na auto-decepção e suas tendências perversas.
- Livros 3 e 4: esses livros compartilham os principais temas da razão e do conhecimento. Estes dois temas são personificados por Rumi na figura bíblica e alcorânica do profeta Moisés.
- Livros 5 e 6: estes dois últimos livros estão unidos pelo ideal universal que o homem deve negar sua existência física terrena para entender a existência de Deus.

O Masnavi não tem uma trama emoldurada e inclui uma variedade de cenas, de histórias populares e cenas do bazar local para fábulas e histórias da era Rumi. Também inclui citações do Alcorão e hádices do tempo de Muhammad. Embora não haja quadro, estilo ou trama constante, Rumi geralmente segue um certo padrão de escrita que flui na seguinte ordem: